# Художественный музей Оуэнсборо

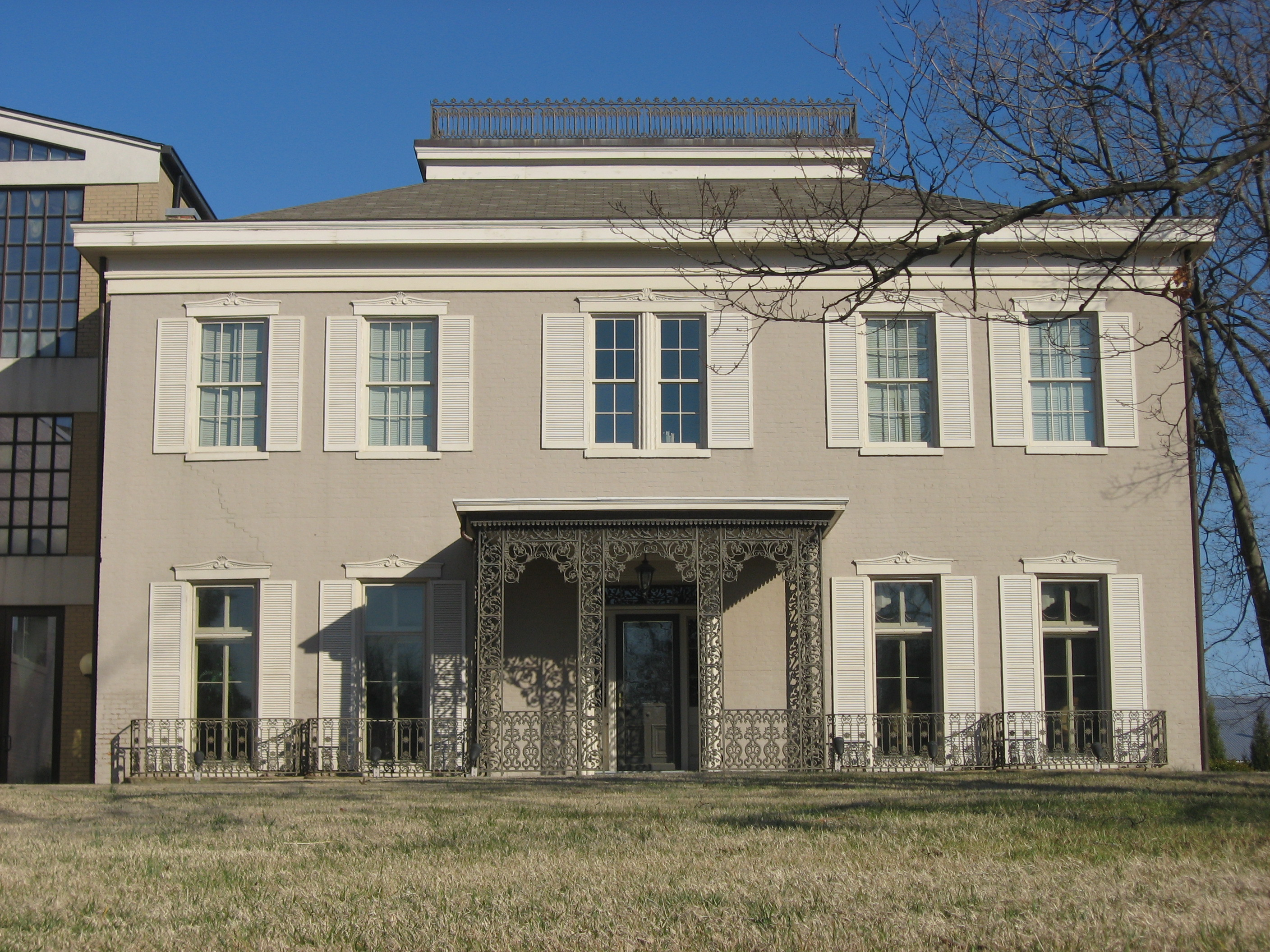
Второе здание музея

Художественный музей Оуэнсборо (англ. Owensboro Museum of Fine Art; сокр. OMFA) — музей в городе Оуэнсборо, США.
Музей изобразительных искусств Оуэнсборо, второй по величине в штате Кентукки, основан в 1977 году.
Директором-основателем музея с 1976 года является Mary Bryan Hood; с 1996 года она же является президентом фонда изящных искусств музея Оуэнсборо (Owensboro Museum Fine Art Foundation, Inc.).
Музей представляет передвижные выставки из крупнейших музеев, галерей и частных коллекций и ротационные выставки из постоянной коллекции. Он включает в себя два здания, внесенные в Национальный реестр исторических мест США: Библиотека Карнеги (Carnegie Library) 1909 года и дом Джона Смита (John Hampden Smith House,) — особняк, построенный до Гражданской войны в США, который в настоящее время предназначен для экспонатов декоративно-прикладного искусства.
Постоянная коллекция музея Оуэнсборо содержит американское, европейское и азиатское изобразительное и декоративное искусство с XV века до наших дней; галерею немецких витражей конца XIX и начала XX века; коллекцию современного художественного стекла; большую коллекция американского народного искусства с акцентом на произведения аппалачских художников и ремесленников XX века; а также коллекцию произведений художников и ремесленников, связанных с Кентукки с 1800-х годов до наших дней.
В музее имеется магазин, который предлагает на продажу работы региональных художников, интерактивную художественную студию и специальные помещения для образовательных мероприятий для детей.
Часы работы музея: 
- вторник-пятница — с 12:00 до 17:00,
- суббота и воскресенье — с 13:00 до 16:00,
- выходными днями являются понедельник и национальные праздники.

Вход свободный, добровольно взрослые могут заплатить 3 доллара, дети до 13 лет —  2 доллара.